# سفارة الدنمارك في روسيا
سفارة الدنمارك في روسيا هي أرفع تمثيل دبلوماسي لدولة الدنمارك لدى روسيا. تقع السفارة في موسكو وهي تهدف لتعزيز المصالح الدنماركية في روسيا.

## وصلات خارجية
- الموقع الرسمي
- قائمة سفارات الدنمارك
- قائمة السفارات في روسيا